# Барбарисовик
Барбарисовик (лат. Berberidopsis) — олиготипный род монотипного семейства Берберидо́псисовые (Berberidopsidáceae) растений, относящееся к группе эудикоты (по классификации APG II).
Растения обитают в Чили и на востоке Австралии; являются вьющимися древесными растениями, которые могут быть распознаны по листьям без прилистников, с зазубренными пластинками в виде колючек, жилки направлены вправо к колючкам (когда они присутствуют).
Плод — ягода, окруженная основой не опадающего столбика.
Семейство известно по системам современной классификации APG II, APG III и APWeb.

## Виды
Согласно базе данных The Plant List род включает в себя два вида:
- Berberidopsis beckleri (F.Muell.) Veldkamp
- Berberidopsis corallina Hook.f.